# Emericellopsis pallida
Emericellopsis pallida är en svampart som beskrevs av Beliakova 1974. Emericellopsis pallida ingår i släktet Emericellopsis, ordningen köttkärnsvampar, klassen Sordariomycetes, divisionen sporsäcksvampar och riket svampar.   Inga underarter finns listade i Catalogue of Life.